# جورج فرانسیس سیمور
جورج فرانسیس سیمور (انگلیسی: George Seymour; ۱۷ سپتامبر ۱۷۸۷ – ۲۰ ژانویهٔ ۱۸۷۰) یک افسر نیروی دریایی سلطنتی بود. سیمور پس از خدمت به عنوان یک افسر جزء در طول جنگ‌های انقلاب فرانسه، فرماندهی کشتی درجه سه نورث‌آمبرلند را به فرماندهی دریاسالار سر جان داک‌ورث در نبرد سن دومینگو در طول جنگ‌های ناپلئونی بر عهده داشت. او همچنین فرماندهی کشتی اسلوپ کینگ‌فیشر را در محاصره روشفورت و کشتی درجه پنج پالاس را به فرماندهی دریاسالار لرد گامبیر در نبرد جاده‌های باسک بر عهده داشت. سپس در طول جنگ ۱۸۱۲ به طور فعال خدمت کرد.
سیمور در وزارت پیل دوم به عنوان لرد سوم نیروی دریایی منصوب شد و به عنوان فرمانده کل ایستگاه اقیانوس آرام منصوب شد. در اواخر سال ۱۸۴۴، دریاسالار فرانسوی، آبل اوبرت دو پتی-توارس، با ملکه پومار چهارم تاهیتی و با مبلغ و کنسول انگلیسی، جورج پریچارد، وارد درگیری شد و کنسول را اخراج کرد و در طول جنگ فرانسه و تاهیتی، یک تحت‌الحمایه فرانسه بر این سرزمین ایجاد کرد.  این موضوع به عنوان «ماجرای پریچارد» شناخته شد. سیمور با درایت این موضوع را مدیریت کرد و از رویارویی با دولت فرانسه که قبلاً اقدامات توارس را محکوم کرده بود، اجتناب کرد. سیمور بعدها به عنوان فرمانده کل در ایستگاه آمریکای شمالی و هند غربی و سپس به عنوان فرمانده کل در پورتسموث خدمت کرد.